# 芒廷萊克斯 (新罕布什爾州)
芒廷萊克斯（英語：Mountain Lakes）是位於美國新罕布什爾州格拉夫頓縣的普查規定居民點。

## 人口
根據2020年美國人口普查的數據，芒廷萊克斯的面積為9.41平方千米，當中陸地面積為9.12平方千米，而水域面積為0.29平方千米。當地共有人口504人，而人口密度為每平方千米53.56人。